# Cleora derogaria
Cleora derogaria är en fjärilsart som beskrevs av Pieter Cornelius Tobias Snellen 1872. Cleora derogaria ingår i släktet Cleora och familjen mätare. Inga underarter finns listade i Catalogue of Life.